# 于建伟
于建伟（1954年12月—），山东烟台人。中国人民武装警察部队中将。
1995年，担任武警黑龙江省总队政治部主任。1998年，任武警黑龙江省总队副政委。2004年，改任武警云南省总队政委。2007年，升任武警部队政治部副主任；2010年，升任主任；次年授武警中将警衔。2013年7月任武警部队副政委。2015年7月被免职，由原武警部队政治部主任姚立功武警中将接任。